# Huperzia beiteliana
Huperzia beiteliana là một loài thực vật có mạch trong Họ Thạch tùng. Loài này được Mickel mô tả khoa học đầu tiên năm 1992.